# Monstrilla serricornis
Monstrilla serricornis är en kräftdjursart som beskrevs av Georg Ossian Sars 1921. Monstrilla serricornis ingår i släktet Monstrilla och familjen Monstrillidae. Arten är reproducerande i Sverige. Inga underarter finns listade i Catalogue of Life.